# بلین هاردن
بلین هاردن (انگلیسی: Blaine Harden)؛ (زادهٔ ۱ ژانویهٔ ۱۹۵۲) روزنامه‌نگار و نویسندهٔ آمریکایی است. کتاب او که با نام فرار از اردوگاه ۱۴ منتشر شد، زندگی نامهٔ شین دونگ-هیوک، مرد گریخته از کره شمالی است، که بلین به رشتهٔ تحریر درآورده است.

## روزنامه‌نگاری
هاردن به مدت ۲۸ سال، به عنوان خبرنگار برای روزنامهٔ واشینگتن پست در آفریقا، اروپای شرقی و آسیا، و همچنین نیویورک و سیاتل کار کرد. هاردن به مدت ۴ سال، به عنوان خبرنگار محلی و ملی برای روزنامهٔ نیویورک تایمز و به عنوان نویسنده برای مجله نیویورک تایمز کار کرد. او هم چنین به عنوان گزارشگر برای 
فرانت‌لاین، اکونومیست، فارین پالیسی، شبکه نشنال جئوگرافیک و روزنامهٔ گاردین کار کرده‌است.